# Кордильера-Бланка
Кордилье́ра-Бла́нка (исп. Cordillera Blanca, буквально — «белая горная цепь») — наиболее высокий горный хребет в Западных Кордильерах Анд Перу. Является частью межокеанского водораздела между бассейнами рек Санта и Мараньон.
Хребет протягивается параллельно Тихоокеанскому побережью от 8°40′ до 10° южной широты. Длина его составляет 180 км. Высшая точка — гора Уаскаран (6768 м), в общей сложности 14 вершин превосходят высоту 6000 м. Хребет сложен главным образом диоритами и андезитами. Кордильера-Бланка — крупнейший ледниковый район в тропических Андах, а также экваториального и субэкваториальных поясов Земли. Площадь современного оледенения составляет 828 км², граница вечных снегов на восточном склоне лежит на высоте 4800 м, на западном — 5000 м. Характерна активная лавинная и селевая деятельность. Склоны покрыты преимущественно сухой горно-степной растительностью. Здесь находится национальный парк Уаскаран.